# Олимпик Марсель
«Олимпи́к Марсе́ль», или просто «Марсе́ль» (фр. Olympique de Marseille, французское произношение: [ɔlɛ̃pik də maʁsɛj]) — французский профессиональный футбольный клуб из города Марсель, выступающий в Лиге 1, высшем дивизионе в системе футбольных лиг Франции. Клуб был основан 31 августа 1899 года и большую часть своей истории провёл в высшем дивизионе французского футбола. Марсельский «Олимпик» — один из наиболее титулованных клубов страны: 9 раз побеждал в чемпионате Франции. В 1993 году «Олимпик» стал первым французским клубом-победителем Лиги чемпионов. В 1994 году команда была лишена звания чемпионов Франции и отправлена во второй дивизион в результате скандала с попыткой подкупа соперников. В 2010 году «Олимпик» вновь завоевал титул чемпиона Франции под руководством своего бывшего игрока Дидье Дешама.
Домашний стадион марсельцев — 60-тысячный стадион «Велодром» расположенный в южной части города; на этой арене клуб играет с 1937 года. Стадион, известный своей живой атмосферой, регулярно приносит клубу звание самой посещаемой команды французского футбола. В сезоне 2008/09 средняя посещаемость домашних игр «Олимпика» составляла 52 276 зрителей, рекордные для Лиги 1.
Традиционной формой «Олимпика» до 1986 года были белые футболки и трусы с голубыми гетрами. Начиная с этого сезона, основная форма клуба состоит из белых футболок, белых шорт и белых гетр; голубой цвет в форме клуба стал светлее из-за маркетинговых причин. Однако в сезоне 2012/13 клуб вернулся к традиционным цветам — гетры вновь стали голубого цвета. Нынешняя эмблема клуба была разработана в 2004 году. Девиз клуба Droit Au But (с фр. — «Прямо к цели») был расположен под прежней эмблемой клуба (переплетённые буквы O и M) и золотой звездой, символизирующей победу в Лиге чемпионов.
С 1997 года владельцем клуба являлся бизнесмен Робер Луи-Дрейфус, а после его смерти (в 2009 году) клубом управляла его вдова Маргарита Луи-Дрейфус.
В 2016 году клуб приобрёл 63-летний американский бизнесмен Фрэнк Маккорт, бывший владелец бейсбольного клуба «Лос-Анджелес Доджерс».

## История

### Создание клуба и первые успехи
Официально спортивный клуб «Олимпик» Марсель был основан в 1899 году Рене Дюфаре де Монмиралем, французским спортивным деятелем. Клуб образовался путём слияния двух спортивных обществ — «Футбольный клуб Марселя», от которого был получен в наследство девиз «Droit Au But» («Прямо к цели»), и фехтовального клуба «L’Epee» («Меч»). Устав спортивного общества был принят на внеочередном общем собрании в августе 1899 года и официально зарегистрирован префектурой Марселя 12 декабря 1900 года. Однако, по мнению Андре Гаскара, который был игроком, тренером команды, и тщательно изучал её историю, спортивный клуб «Олимпик» Марсель возник ещё в 1892 году.
Изначально главной командой общества считалась команда по регби. Футбольная команда была организована только в 1902 году. Благодаря лучшей организации и более крепкому финансовому положению футбольная команда общества «Олимпик», игравшая на стадионе «Ювон» (фр. Stade de Huveaune), быстро стала лидером футбола в городе. В 1903 году «Олимпик» выиграл первый Championnat du Littoral (фр. Чемпионат побережья) — турнир, в котором состязались команды из Марселя и его пригородов, а также впервые принял участие в чемпионате Франции.
В 1904, 1907 и 1908 годах «Олимпик» останавливался в шаге от финала чемпионата Франции, уступая в полуфинале; однако он доминировал на локальном уровне, 6 раз подряд с 1903 по 1908 год выигрывая Championnat du Littoral. Однако и на локальном уровне «Олимпик» на некоторое время утратил первенство, уступая «Стад Хелветик» («Stade helvétique de Marseille»), который ежегодно выигрывал Чемпионат побережья с 1909 по 1914 годы, и даже трижды становился в течение этих лет чемпионом Франции.
Первая мировая война почти прекратила спортивную жизнь Франции. Однако именно в это время появилось новое соревнование — Кубок Франции. В дебютном матче этого турнира «Олимпик» победил соперников — клуб «Эркюли Монако» («Herculis de Monaco») со счётом 7:0. В первом послевоенном чемпионате Франции в 1919 году команда из Марселя дошла до финала, где проиграла «Гавру» со счётом 1:4. Это было первым крупным достижением клуба в соревнованиях национального уровня (хотя и относительным, ведь победы «Олимпик» не добился).

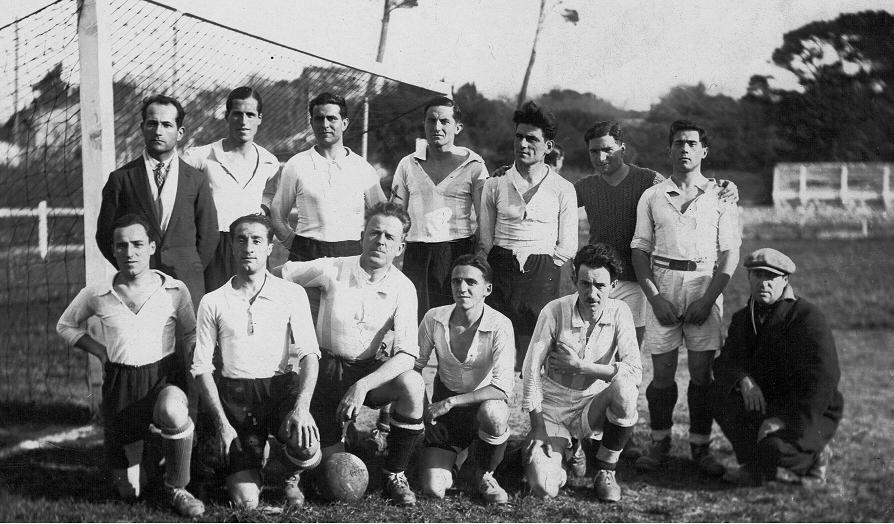
«Олимпик» Марсель, 1935 год

В 20-е годы «Олимпик» стал клубом национального уровня. Марино Даллапорта, ставший президентом клуба в 1921 году, стал проводить политику покупки звёздных футболистов, повторяя политику другого клуба с юга Франции, который был признанным лидером французского футбола тех времён — «Сет». Перед сезоном 1923/24 в Париже были завербованы два игрока — Эдуард Кру и Жан Бойе, забивший 2 гола в историческом матче 1921 года между сборными Франции и Англии. Кроме Жана Бойе, в составе команды в 20-е годы выступало ещё несколько игроков сборной страны — такие, как Жюль Девакес и Жозеф Альказар.
«Олимпик» добился победы в Кубке Франции в 1924 (победив в финале «Сет» со счётом 3:2), в 1927 и 1928 годах. Клуб стал первым обладателем этого трофея из провинции (до 1924 победителями Кубка становились только парижские клубы), кроме того, именно футболисты «Олимпика» первые кто получил кубок из рук президента Франции. Клуб являлся несомненным лидером футбола своего региона, дважды побеждая в чемпионате Юго-Восточной Франции (Ligue du Sud-Est de football), а в 1929 году став победителем чемпионата Франции, в финале обыграв «Клуб Франс», чемпиона предыдущего сезона.
В начале 30-х годов «Олимпик», будучи одним из лидеров футбола юго-восточной части Франции, легко добивается права примкнуть к вновь образованному объединению профессиональных футбольных клубов. Клуб приобретает статус профессионального и становится участником первого чемпионата Франции среди профессиональных футбольных клубов.

### Вступление в эпоху профессионализма
В первом профессиональном чемпионате Франции команды были разделены на 2 группы. «Олимпик» занял в своей группе второе место, пропустив вперёд только «Лилль», впоследствии ставший чемпионом страны — несмотря на то, что в стартовом матче турнира «Лилль» был повержен со счётом 7:0.
В сезоне 1933/34 клуб занял третье место в турнире, несмотря на то, что в заключительных 3 матчах «Олимпику» было достаточно набрать всего 1 очко, чтобы опередить «Сет», уже сыгравший все свои матчи и отправившийся в турне по Африке, по разнице забитых и пропущенных мячей. Однако все три встречи были проиграны.
Во второй половине 30-х вратарь команды ди Лорто переходит в «Сошо», но на смену ему пришёл бразильский вратарь Жагуаре Васконселлос. Кроме того, серьёзным усилением состава стали молодой французский нападающий Марко Зателли и Ларби Бенбарек из Марокко, получивший в Марселе прозвище Чёрная жемчужина.
В 1937 году клуб наконец впервые завоевал звание чемпиона Франции среди профессионалов, опередив конкурентов из «Сошо» по лучшему соотношению забитых и пропущенных мячей. Кроме того, «Олимпик» подтверждает репутацию «кубковой команды», дважды выиграв Кубок Франции в 1935 и 1938 годах. В 1938 и 1939 годах клуб становится вице-чемпионом Франции.
В начале 40-х годов «Олимпик» продолжает участвовать в футбольных соревнованиях, несмотря на Вторую Мировую войну и использование стадиона «Велодром» вооружённым силами. Вернувшись на «Ювон», «Олимпик» занимает второе место в юго-восточной зоне чемпионата Франции сезона 1939/40; в одном из матчей в составе команды играл Ахмед бен Белла, будущий первый президент Алжира. В том же сезоне марсельский клуб доходит до финала Кубка Франции, где уступает со счётом 1:2 парижскому «Расингу».

### 1940-е годы
В сезоне 1942/43 атакующая линия команды стала творцом невероятного рекорда: 100 голов в чемпионате страны, включая 20 в одном матче против «Авиньона», закончившемся со счётом 20:2. 9 голов в той встрече (включая все первые 8) забил Эммануэль Азнар, который провёл на поле только 70 минут. Азнар забил в том сезоне 45 голов в 30 матчах чемпионата, плюс 11 в кубке — всего 56 голов в 38 матчах; клуб в пятый раз стал обладателем Кубка Франции, победив в переигровке финала со счётом 4:0 «Бордо» (первый матч закончился вничью 2:2). Творцами победы стали молодые игроки, такие, как Роже Скотти и Жорже Дард. В сезоне 1943/44 чемпионат Франции проводился не между клубами, а между командами провинций («федеральными командами»), собранными режимом Виши. Несколько игроков «Олимпика» заняли место в составе команды «Марсель-Прованс». После освобождения Франции федеральные команды были распущены. В 1945 году «Олимпик» принял участие в Кубке Освобождения (позже переименованном в Кубок Победы), в финале которого уступил на стадионе «Ювон» «Метцу».
После 9 и 6 мест в первых послевоенных чемпионатах, «Олимпик» во второй раз стал чемпионом страны в 1948 году, через 11 лет после первой победы. Титул был добыт благодаря ничьей в матче с «Сошо», где счёт сравняли на последних минутах матча, а также двум убедительным победам со счётом 6:0 над «Рубе-Туркуэн» и 6:3 над «Метцем» (важную роль в этих победах сыграли вернувшиеся в состав Азнар и Робен). В следующем сезоне команда заняла в чемпионате 3 место. В 1949 году президент клуба Луи-Бернар Данкоссе создал второй профессиональный клуб в Марселе — «Спортинг Клуб Груп Марсель», который тут же был прозван «Марсель II», быстро став по сути резервной командой «Олимпика» и просуществовав только до 1951 года.

### 1950-е — первый вылет во второй дивизион
В 1952 году «Олимпик» был близок к вылету из Первого Дивизиона, однако благодаря 31 голу Гуннара Андерссона, ставшего лучшим бомбардиром чемпионата, заслужил право играть в стыковых матчах за право остаться в высшей лиге французского футбола против «Валансьена». «Олимпик» проиграл в первом матче 1:3, однако взял реванш в ответной игре со счётом 4:0. Сезон запомнился тяжёлым домашним поражением на «Велодроме» со счётом 3:10 от «Сент-Этьена».
В сезоне 1953 года Андерссон сохранил титул лучшего бомбардира чемпионата, отличившись 36 раз (56 % голов клуба). В последующие годы «Олимпик» дошёл до финала двух состязаний — Кубка Франции в 1954 году (проигрыш «Ницце» со счётом 1:2) и Кубка Драго в 1957 году (в финале уступив «Лансу» 1:3). Несмотря на эти достижения, в чемпионате команда не показывала уверенной игры; заняв последнее место в чемпионате 1958 года, в 1959 «Олимпик» впервые оказался во втором дивизионе. Даже Кубок перестал быть для «Олимпика» турниром, где команда могла добиться успехов: поражение 1:2 от «Перпиньяна», шедшего на последнем месте во втором дивизионе, остановило путь команды к финалу. Первый год во втором дивизионе клуб закончил на 10 месте в турнирной таблице. Вернувшись в первый дивизион в 1962 году, в 1963 году «Олимпик» вновь оказался во втором дивизионе, заняв в чемпионате последнее место. Тот же год отмечен первым участием в международном турнире Кубке ярмарок, из которого клуб вылетел в первом раунде, проиграв бельгийской команде «Юнион» с общим счётом 3:4.

### Приход Леклерка — первая золотая эра
Марсель Леклерк, промышленник из Марселя, принял решение возглавить «Олимпик» в 1965 году, после катастрофического сезона, в котором клуб занял 14 место во втором дивизионе, а в Кубке потерпел унизительное поражение со счётом 1:5 от любительского клуба «Газелек». В том же сезоне был установлен антирекорд посещаемости «Велодрома»: 23 апреля 1965 года матч «Олимпика» против команды «Форбак» посетило всего 434 зрителя. Тренером «Олимпика» на тот момент был Марио Зателли, пришедший в клуб годом ранее.

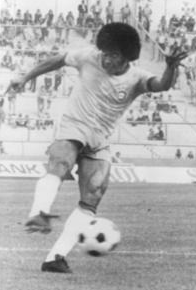
Жаирзиньо провёл сезон 1974/75 в составе «Олимпика»

Под руководством Леклерка, «Олимпик», в первый же сезон смог вернуться в первый дивизион, а в 1969 году в седьмой раз одержать победу в Кубке Франции. В 1971 году в напряжённой борьбе с «Сент-Этьеном» «Олимпик» одержал победу в чемпионате Франции. Решающую роль в успехе сыграл атакующий дуэт Йосипа Скоблара, забившего 44 гола за сезон (рекорд чемпионата Франции за все времена) и Рогера Магнуссона.
В межсезонье были приобретены два игрока главного конкурента — «Сент-Этьена»: Жорж Карню и Бернар Боске. Приход двух игроков сборной Франции помог клубу впервые в истории выиграть второе чемпионство подряд. Кроме того, команда впервые приняла участие в Кубке европейских чемпионов, из которых выбыла, в 1971 году потерпев поражение от «Аякса» Йохана Кройфа, а в 1972 году — от «Ювентуса».
Этот период остался в памяти болельщиков «Олимпика» как одна из наиболее ярких страниц в истории клуба; героями того времени стали президент Леклерк, поднявший клуб из глубин второго дивизиона к двум чемпионствам, и игроки Рогер Магнуссон, Йосип Скоблар, Жан Джоркаефф, Жюль Звунка. Расцвет клуба не был долгим. В 1972 году Леклерк, обвинённый в хищении средств и развязавший конфликт с руководством лиги по поводу лимита легионеров, был вынужден покинуть пост президента клуба.
В сезоне 1973/74 «Олимпик», ослабленный уходом Магнуссона в парижский «Ред Стар», финишировал в чемпионате только на 12 месте, и выбыл из Кубка УЕФА после сокрушительного поражения от «Кёльна» со счётом 0:6. В следующем сезоне в клуб пришли бразильцы Пауло Сезар Лима и Жаирзиньо, и в чемпионате было занято второе место, а сезон 1976 года ознаменовался девятой победой в Кубке Франции. В последующие сезоны 70-х команда занимала места в середине турнирной таблицы, главным тренером был игрок «золотой команды» начала десятилетия Жюль Звунка.

### 1980—1986. Тёмные времена
Начало 1980-х стало очень непростым временем для клуба. По итогам сезона 1980 года команда покинула первый дивизион и оказалась во втором. В апреле 1981 года «Олимпик» был признан банкротом, контракты со всеми игроками и тренерским составом были расторгнуты. Руководство клуба было вынуждено сделать ставку на юных воспитанников клуба (которых называли «Minots»), победителей Кубка Гамбарделла 1979 года: Кристиана Каминити, Жозе Аниго, Жан-Шарля Де Боно и Эрика Ди Меко. Юниоры, спешно введённые в состав, помогли клубу удержаться во втором дивизионе и даже смогли обыграть в одном из матчей со счётом 3:1 победителей турнира «Монпелье».
В последующие два года команда занимала 3 и 4 места в своей подгруппе второго дивизиона. В сезоне 1983/84 команду усилили опытные игроки: Зарко Оларевич, Саар Бубакар и Франсуа Брасси, и с их помощью повзрослевшие «Minots» смогли наконец добиться для «Олимпика» повышения в классе. Возвращение в первый дивизион вышло непростым — в дебютном сезоне клуб находился в шаге от вылета, а в последующие годы прочно обосновался в середине турнирной таблицы. Из успехов можно отметить выход в финал Кубка Франции в 1986 году, где «Олимпик» проиграл «Бордо» в дополнительное время со счётом 1:2.

### 1986—1994. Эпоха Тапи
12 апреля 1986 года президентом «Олимпика» стал бизнесмен Бернар Тапи; его уговорил заняться клубом многолетний мэр Марселя Гастон Деффер. Под руководством амбициозного Тапи «Олимпик» стал одной из сильнейших команд в истории французского футбола и вписал наиболее яркую страницу в свою историю.

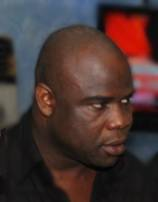
Базиль Боли, автор победного гола в финале Лиги чемпионов 1993 года

Под управлением Тапи клуб развивался год от года, усиливая состав и тренерский штаб. Первыми приобретениями «Олимпика» стали Карл-Хайнц Фёрстер, защитник сборной Германии, финалист чемпионатов мира 1982 и 1986 годов, и опытный полузащитник сборной Франции Ален Жиресс, перешедший из «Бордо». В последующие годы состав клуба пополнили такие футболисты, как Жан-Пьер Папен, Крис Уоддл, Клаус Аллофс, Энцо Франческоли, Абеди Пеле, Дидье Дешам, Базиль Боли, Марсель Десайи, Руди Фёллер и Эрик Кантона. Тренерами команды в разное время были Франц Беккенбауэр, Жерар Жили и Раймон Гуталс.
За время президентства Тапи «Олимпик», начав со второго места следом за «Бордо» в чемпионате 1987 года, впоследствии 4 раза подряд — с 1989 по 1992 годы — побеждал в чемпионате Франции, а в 1989 завоевал также и Кубок. Победа в кубке запомнилась хет-триком Папена в финале против «Монако» (выигранном со счётом 4:3). «Монегаски», впрочем, сумели отомстить в 1991 году, обыграв «Олимпик» в финале кубка со счётом 1:0.
Мечтой Бернара Тапи была победа в еврокубковом турнире. В 1988 году клуб смог достичь полуфинала Кубка обладателей кубков, где уступил «Аяксу», ведомому Деннисом Бергкампом. В 1990 «Олимпик» был остановлен «Бенфикой» в шаге от финала Кубка чемпионов благодаря голу, забитому рукой (и тем не менее, засчитанному судьёй). В розыгрыше Кубка чемпионов 1991 года «Олимпик» сумел в четвертьфинале одолеть двукратных победителей турнира «Милан», однако в финале потерпел поражение по пенальти от белградской «Црвены Звезды».
Наконец, 26 мая 1993 года мечта сбылась — в финале турнира, который теперь назывался уже Лига чемпионов, благодаря голу Базиля Боли «Олимпик» со счётом 1:0 одолел «Милан», в составе которого играли Марко ван Бастен, Франк Райкаард и перешедший в 1992 году из «Олимпика» в «Милан» Жан-Пьер Папен. Они стали первыми в истории французского футбола победителями этого турнира, Дидье Дешам — самым молодым капитаном команды, выигравшей Кубок чемпионов, а Фабьен Бартез — самым юным голкипером из побеждавших в турнире.
Однако на пике успеха клуб и его президент Тапи внезапно оказались замешаны в скандальном деле, которое получило название «Ом-Ва» и стало причиной полного краха и ещё одного тяжёлого периода в его истории.

### Дело ОМ-ВА и его последствия
Как сообщил тренеру команды «Валансьен» Боро Приморацу её игрок Жак Глассманн, 22 мая 1993 года ему позвонил футболист «Олимпика» Жан-Жак Эйдели. Глассманн и Эйдели были хорошо знакомы, потому что в сезоне 1988 года вместе играли за «Тур». Глассманну, а также двум другим игрокам «Валансьена» — Хорхе Бурручаге и Кристофу Роберу — пообещали выплатить определённую сумму денег за то, что «Валансьен» сдаст предстоящий матч чемпионата Франции. В первую очередь представителей «Олимпика» волновало то, что игроки клуба не должны получить никаких травм в преддверии ключевого матча финала Лиги чемпионов, который должен был состояться через 4 дня.
В июне прокурор Валансьена Эрик де Монгольфье начал судебное расследование этого дела. Директору «Олимпика» Жан-Пьеру Бернесу, Эйдели, Бурручаге, Роберу и его жене были предъявлены обвинения после того, как Робер признался в получении взятки, а в саду его родителей были обнаружены спрятанные 250 000 франков (около 38 000 евро).
В сентябре 1993 года решением УЕФА «Олимпик» был исключён из Лиги чемпионов сезона 1993/94, а также из соревнований за Суперкубок УЕФА и Межконтинентальный кубок. Тогда же решением Французской футбольной федерации клуб был лишён звания чемпиона Франции 1993 года, а Бернес, Эйдели, Робер и Бурручага были дисквалифицированы.
10 февраля 1994 года Бернару Тапи было предъявлено обвинение в даче взятки и подкупе свидетелей. 22 апреля 1994 года было принято решение о том, что «Олимпик» со следующего сезона будет отправлен во второй дивизион (несмотря на то, что в сезоне 1993/94 команда заняла второе место). Тапи был дисквалифицирован вслед за остальными участниками скандала.
Ссылка во второй дивизион нанесла колоссальный удар по финансовому положению клуба. Долги клуба к началу 1994 года достигли 400 миллионов франков, телевизионные доходы во втором дивизионе многократно уменьшились, между тем, клуб имел обязательства по многолетним контрактам с дорогостоящими игроками, которые был вынужден исполнять.
В итоге в сезон 1994 года команда вступила, находясь под запретом на покупку игроков (разрешено было приобретать только игроков, за которых не надо будет платить компенсации). Несмотря на невозможность усиления качественными игроками и распродажу ведущих футболистов, не желавших выступать во втором дивизионе, клуб усилиями новобранцев — Тони Каскарино, Мишеля де Вольфа и Жан-Марка Феррери — сумел занять первое место и завоевать право вернуться в первый дивизион. Однако из-за оставшихся долгов в 250 миллионов франков клуб был вынужден объявить себя банкротом и провести ещё год без повышения в классе.
Сезон 1995/96 выдался более сложным, однако «Олимпик» смогла занять второе место и обеспечить возвращение в элитный дивизион французского футбола. К тому времени Тапи окончательно покинул клуб и был отправлен в тюрьму по итогам судебного разбирательства дела ОМ-ВА. Остальные обвиняемые (Бернес, Эйдели, Бурручага, Робер) были наказаны штрафами на суммы от 5 до 15 тысяч франков (750 — 2 300 евро).

### Робер-Луи Дрейфус — возвращение наверх
К моменту возвращения в высшую лигу президентом клуба стал владелец компании «Adidas» Робер-Луи Дрейфус. Он привлёк на пост главного тренера клуба Ролана Курбиса, а состав команды пополнили Андреас Кёпке, Лоран Блан и Фабрицио Раванелли. Итогом первого сезона в элитном дивизионе стало 11 место, а в сезоне 1997/98 «Олимпик» занял 4 место и завоевал место в Кубке УЕФА.
Сезон 1998/99 стал для «Олимпика» юбилейным — клуб отмечал 100-летие со дня основания. Состав был укреплён такими талантливыми игроками, как Робер Пирес, Флориан Морис и Кристоф Дюгарри. Усиление состава и уверенная игра на протяжении всего сезона принесли клубу 2 место в чемпионате Франции (с рекордом всех времён по набранным очкам в среднем за игру для клуба, занявшего второе место — 2.09 очка за игру) и выход в финал Кубка УЕФА (проигранный в Москве итальянскому клубу «Парма» со счётом 0:3). Этот сезон запомнился также матчем на «Велодроме» против «Монпелье», в котором хозяева после 60 минут уступали 0:4, но вырвали победу со счётом 5:4 (решающий гол с пенальти провёл капитан команды Блан).
Успех (относительный, ведь ни одного трофея завоёвано не было) 1999 года не был развит или хотя бы повторён в следующем сезоне. Состав команды вновь усилился с приходом перспективного Стефана Дальма, а также ивуарийского нападающего Ибрахима Бакайоко и арендованного испанца Ивана де ла Пенья. Однако очень чувствительным ударом оказался уход капитана команды Блана в итальянский «Интернационале». В Лиге чемпионов «Олимпик» сумел обыграть в домашнем матче действующих победителей турнира «Манчестер Юнайтед», однако не смог пройти второй групповой этап и выйти в плей-офф. Ролан Курбис был уволен в ноябре 1999 года, пав жертвой неудач начала сезона, ему на смену пришёл Бернар Казони.
Следующие три сезона «Олимпик» выступал крайне нестабильно, следствием чего были постоянные смены тренеров и изменения в составе команды. Дважды клуб оказывался близок к вылету из высшей лиги, завершая чемпионат в 2000 и 2001 году на 15 месте. В июне 2001 года клубу угрожала отправка во второй дивизион из-за дефицита бюджета; Робер-Луи Дрейфус был вынужден исправить финансовое положение, пополнив клубную кассу из собственного кармана, и «Олимпик» был прощён.
В 2002 году главным тренером клуба стал Ален Перрен. Под его руководством «Олимпик» взобрался на третью ступень пьедестала почёта в чемпионате и этим завоевал право участия в Лиге чемпионов, куда сумел пробиться через квалификационный раунд. Однако Перрен был уволен после того, как команда не смогла пройти стадию группового турнира Лиги, уступив будущему победителю турнира «Порту» и победителю предыдущего года мадридскому «Реалу». Продолжив еврокубковый сезон в Кубке УЕФА, команда благодаря великолепной игре Дидье Дрогба сумела дойти до финала, по пути обыграв «Интер», «Ливерпуль» и «Ньюкасл». Однако в финале «Олимпик» уступил «Валенсии», во второй раз за 5 лет остановившись в шаге от второго клубного трофея Европы.

### 2004—2009 — в шаге от успеха
После ухода Дрогба в «Челси» клуб, президентом которого стал Папе Диуф (хотя главным акционером по-прежнему оставался Дрейфус), занял в чемпионатах 2005 и 2006 годов только 5 место. В 2005 году «Олимпик» стал победителем Кубка Интертото, завоевав право участия в Кубке УЕФА, в 2006 — вышел в финал Кубка Франции, где уступил со счётом 1:2 «Пари Сен-Жермен».

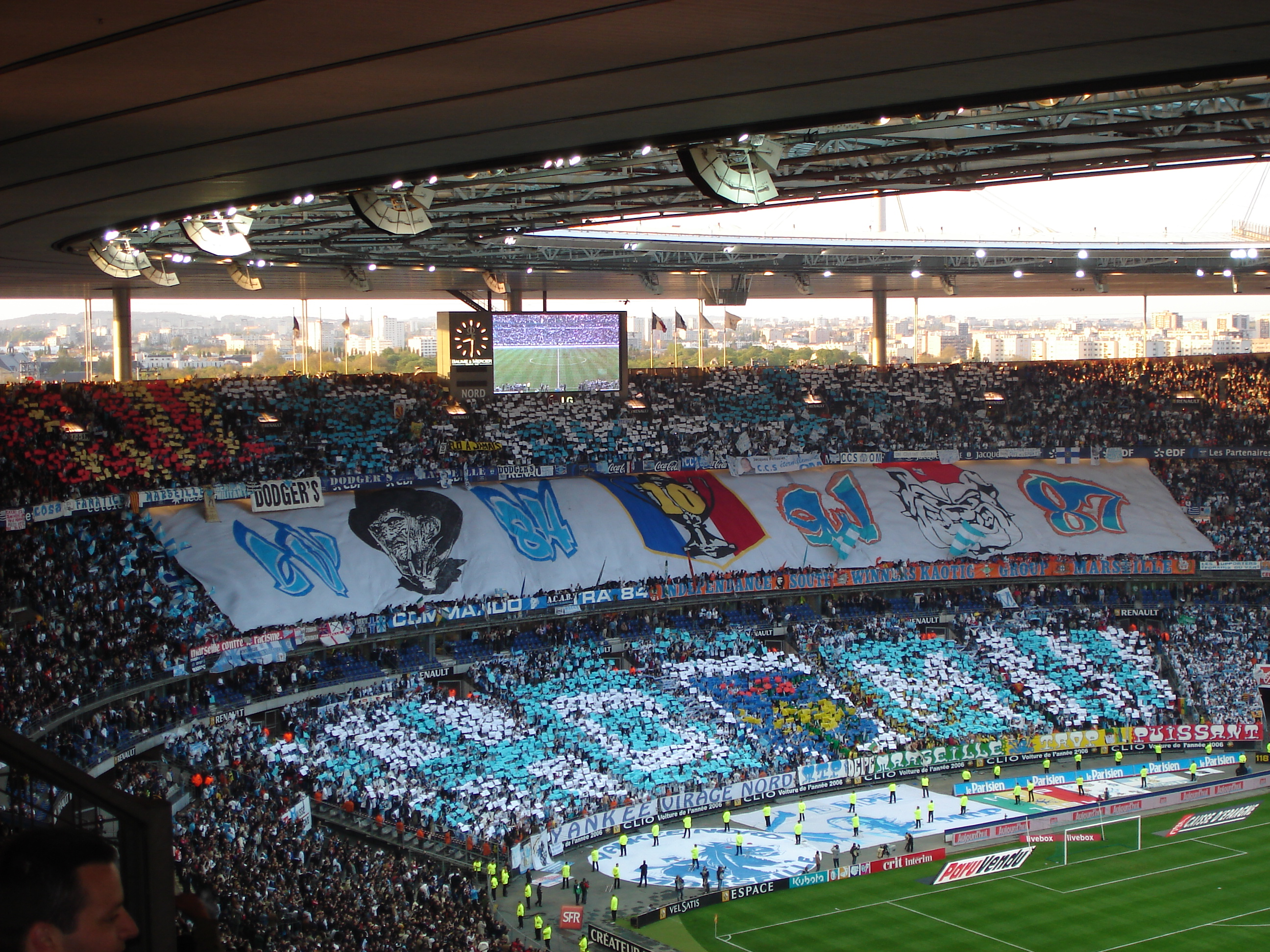
Болельщики «Олимпика» на финале Кубка Франции 2006 года против ПСЖ

Тренером команды перед началом сезона 2006/07 стал Альбер Эмон, приверженец атакующего стиля игры. Состав команды пополнили Джибриль Сиссе и Рональд Зубар. «Олимпик» провёл весь сезон в верхней части турнирной таблицы и финишировал вторым вслед за «Лионом» (лучший результат в чемпионате с 1999 года). Кроме того, клуб вновь вышел в финал Кубка Франции, где по пенальти уступил «Сошо». В течение сезона наряду с признанными лидерами команды — Сиссе, Франком Рибери и Мамаду Ньянгом — ярко проявили себя вратарь Седрик Карассо и юный полузащитник Самир Насри.
В январе 2007 года Дрейфус вёл переговоры с канадским бизнесменом Джеком Качкаром о продаже клуба за 115 миллионов евро. Однако из-за того, что совершение сделки постоянно затягивалось, в марте Дрейфус принял решение отказаться от дальнейших переговоров и остаться владельцем клуба.
Потеряв в межсезонье лета 2007 года Франка Рибери, проданного в «Баварию» за 30 миллионов евро, и готовясь к участию в квалификации Лиги чемпионов, «Олимпик» проявил большую активность на трансферном рынке: были приобретены Будевейн Зенден, Карим Зиани, Бенуа Шейру и Стив Манданда. Такое масштабное укрепление состава сделало «Олимпик» в глазах экспертов главным конкурентом «Лиона» в борьбе за чемпионское звание. Однако ужасное начало сезона (1 победа в 9 матчах) стало причиной отставки Эмона, на смену которому пришёл бельгиец Эрик Геретс. В Лиге чемпионов «Олимпик» стал первой французской командой, добившейся победы на стадионе «Энфилд Роуд», обыграв «Ливерпуль» со счётом 1:0. Однако в решающей игре группового турнира «Олимпик» уступил тому же «Ливерпулю» дома со счётом 0:4, занял 3 место в группе и отправился в Кубок УЕФА. В чемпионате «Олимпик» занял итоговое 3 место.
Весь следующий сезон «Олимпик» вёл напряжённую борьбу за чемпионский титул с «Бордо», которая вновь, как и 10 лет назад, окончилась победой жирондинцев. В Кубке УЕФА «Олимпик» дошёл до четвертьфинала, где потерпел поражение от будущих победителей турнира донецкого «Шахтёра». По окончании сезона Эрик Геретс покинул клуб, уступив место главного тренера капитану «Олимпика» «золотого» периода Дидье Дешаму. 17 июня из-за разногласий с наблюдательным советом клуб покинул президент Папе Диуф, новым президентом стал Жан-Клод Дассье. Робер-Луи Дрейфус умер 4 июля 2009 года от лейкемии. Он был владельцем клуба 13 лет, за которые команда сумела вернуться в число лидеров французского футбола, но не выиграла ни одного значимого трофея.

### После Робера-Луи Дрейфуса

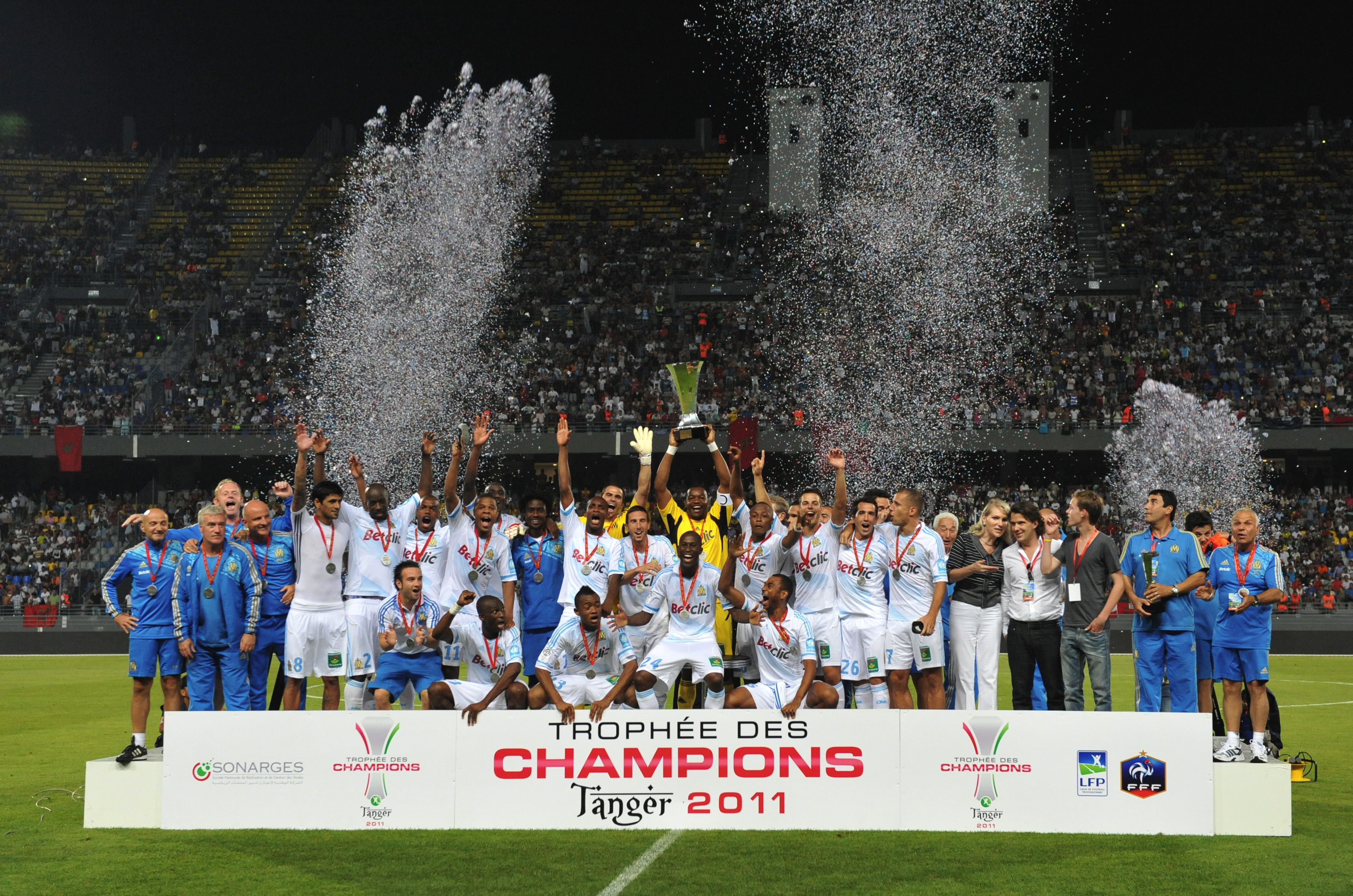
Капитан «Олимпика» Стив Манданда поднимает над головой Суперкубок Франции 2011 года на стадионе в Танжере

С приходом Дешама команда серьёзно усилилась, состав пополнили игроки сборной Аргентины Лучо Гонсалес и Габриэль Хайнце, а также бывший игрок «Бордо» Сулейман Дьявара. 27 марта 2010 года «Олимпик» наконец прервал продолжавшийся 17 лет период, за который клуб не завоевал ни одного титула: в финале Кубка лиги со счётом 3:1 был обыгран «Бордо». За 2 тура до конца сезона 2009/10 в матче с «Ренном» (также 3:1) клуб завоевал и звание чемпиона Франции. В Суперкубке Франции 28 июля 2010 года был повержен по пенальти «Пари Сен-Жермен». Кроме того, в 2011 году «Олимпик» сумел защитить звание победителей Кубка лиги, победив в финале «Монпелье» 1:0. В чемпионате «Олимпик» финишировал вторыми, уступив звание чемпиона «Лиллю». В межсезонье 2011 года контракт с Дешамом был продлён до 2014 года. В июле 2011 клуб второй раз подряд победил в Суперкубке Франции, одолев «Лилль» со счётом 5:4. В ходе чемпионата «Олимпик» с февраля по май не мог одержать победу в 13 матчах подряд, и в итоге остался без путёвки в еврокубковые турниры. В то же время, впервые за последний 21 год клуб сумел достичь четвертьфинала Лиги чемпионов, а также в третий раз подряд победил в Кубке Лиги, в финале одержав победу над «Лионом» со счётом 1:0 в дополнительное время.
По окончании сезона Дидье Дешам покинул клуб ради тренерской должности в сборной Франции, а место главного тренера команды занял Эли Боп, который до этого момента был безработным с 2009 года. Под руководством Бопа клуб, несмотря на довольно слабое усиление состава, начал чемпионат с шести побед подряд — это лучший старт сезона в истории. По итогам сезона 2013 «Олимпик» вновь завоевал право участвовать в Лиге чемпионов, заняв в чемпионате второе место следом за «Пари Сен-Жермен», несмотря на потерю нескольких ключевых игроков предыдущего сезона — Лоика Реми, Сесара Аспиликуэта и Стефана Мбиа. Большую роль в успехах клуба, особенно на старте сезона, сыграл Андре-Пьер Жиньяк. В межсезонье «Олимпик» потратил почти 40 миллионов евро на приобретение таких игроков, как Димитри Пайет, Флориан Товен и Жанелли Имбюла. К концу августа 2013 года «Олимпик» лидировал в чемпионате, однако крайне неудачно выступил в Лиге чемпионов, оказавшись первой французской командой в истории, не набравшей в ходе группового турнира Лиги чемпионов ни одного очка.
7 ноября 2013 года, на следующий день после поражения от «Нанта», Эли Боп был уволен. Временно команду возглавил спортивный директор клуба Жозе Аниго. Под руководством Аниго команда не смогла достигнуть успеха ни в одном из соревнований, вылетев из обоих кубков и заняв в чемпионате шестое место, что оставило её впервые за 10 лет без участия в еврокубках.
2 мая «Олимпик» объявил о подписании контракта с Марсело Бьелсой, который стал главным тренером команды на два ближайших сезона. По окончании сезона клуб покинул Жозе Аниго, который посвятил «Олимпику» более 20 лет своей жизни в качестве игрока, тренера и спортивного директора. Сезон 2014/15 команда закончила на 4 месте в чемпионате Франции, забив за сезон 76 мячей (атакующая тройка «Олимпика» — Андре Айю, Димитри Пайет и Андре-Пьер Жиньяк на троих забили 38 голов). Все трое покинули «Олимпик» перед началом сезона 2015/16. На продаже своих лидеров «Олимпик» заработал 35 млн евро.

## Дерби и противостояния

### Дерби
У «Марселя» есть четыре дерби.
Это дерби с «Олимпик Лион» (это дерби двух клубов с одним названием, так же эти два клуба являются самыми популярными и титулованными клубами Франции с таким названием), с «Сент-Этьеном» (это дерби двух самых титулованных клубов Франции по количеству выигранных чемпионатов страны), а также с «Монако» и «Ниццей».

### Противостояния
«Марсель» участвует в дерби «Ле Классико» против клуба «Пари Сен-Жермен». Считается главным футбольным поединком во Франции, играют два самых популярных клуба страны и единственные из французских, которые выигрывали Лигу чемпионов.

### Ультрас
Ультрас «Марселя» (Commando Ultra' 84) имеют дружеские отношения с ультрас «Севильей», «Сампдорией» (Ultras Tito Cucchiaroni 1969), «Ливорно» (Brigate Autonome Livornesi 99), АЕК (Афины) (Original 21).

## Достижения

### Национальные
- Чемпионат Франции
  - Чемпион (9): 1936/37, 1947/48, 1970/71, 1971/72, 1988/89, 1989/90, 1990/91, 1991/92, 1992/93 (лишён титула), 2009/10
  - Вице-чемпион (12): 1937/38, 1938/39, 1969/70, 1974/75, 1986/87, 1993/94, 1998/99, 2006/07, 2008/09, 2010/11, 2012/13, 2019/20
- Чемпионат Франции (Лига 2)
  - Победитель: 1994/95
- Кубок Франции
  - Обладатель (10): 1924, 1926, 1927, 1935, 1938, 1943, 1969, 1972, 1976, 1989
  - Финалист (9): 1934, 1940, 1954, 1986, 1987, 1991, 2006, 2007, 2016
- Кубок Французской лиги
  - Обладатель (3): 2009/10, 2010/11, 2011/12
- Суперкубок Франции
  - Обладатель (3): 1971, 2010, 2011

### Международные
- Кубок европейских чемпионов / Лига чемпионов УЕФА
  - Победитель: 1993
  - Финалист: 1991
- Кубок УЕФА / Лига Европы УЕФА
  - Финалист (3): 1999, 2004, 2018
- Кубок Интертото
  - Победитель: 2005, 2006

## Статистика выступлений в чемпионатах Франции с сезона 1950/1951
| Сезон   | Ранг | Турнир            | Место | И  | В  | Н  | П  | ГЗ | ГП | Очки |
| ------- | ---- | ----------------- | ----- | -- | -- | -- | -- | -- | -- | ---- |
| 1950/51 | 1    | Лига 1            | 8     | 34 | 11 | 14 | 9  | 60 | 46 | 36   |
| 1951/52 | 1    | Лига 1            | 16    | 34 | 9  | 10 | 15 | 52 | 76 | 28   |
| 1952/53 | 1    | Лига 1            | 6     | 34 | 15 | 7  | 12 | 62 | 53 | 37   |
| 1953/54 | 1    | Лига 1            | 14    | 34 | 10 | 9  | 15 | 49 | 56 | 29   |
| 1954/55 | 1    | Лига 1            | 10    | 34 | 13 | 7  | 14 | 58 | 51 | 33   |
| 1955/56 | 1    | Лига 1            | 5     | 34 | 15 | 9  | 10 | 54 | 49 | 40   |
| 1956/57 | 1    | Лига 1            | 6     | 34 | 16 | 7  | 11 | 60 | 53 | 39   |
| 1957/58 | 1    | Лига 1            | 16    | 34 | 8  | 10 | 16 | 46 | 65 | 26   |
| 1958/59 | 1    | Лига 1            | 20    | 38 | 6  | 11 | 21 | 50 | 84 | 23   |
| 1959/60 | 2    | Лига 2            | 10    | 38 | 16 | 5  | 17 | 57 | 63 | 37   |
| 1960/61 | 2    | Лига 2            | 6     | 36 | 15 | 11 | 10 | 56 | 42 | 41   |
| 1961/62 | 2    | Лига 2            | 4     | 36 | 17 | 10 | 9  | 50 | 38 | 44   |
| 1962/63 | 1    | Лига 1            | 20    | 38 | 9  | 8  | 21 | 42 | 75 | 26   |
| 1963/64 | 2    | Лига 2            | 5     | 34 | 15 | 10 | 9  | 59 | 57 | 40   |
| 1964/65 | 2    | Лига 2            | 14    | 30 | 7  | 7  | 16 | 26 | 38 | 21   |
| 1965/66 | 2    | Лига 2            | 2     | 36 | 20 | 8  | 8  | 58 | 31 | 48   |
| 1966/67 | 1    | Лига 1            | 9     | 38 | 13 | 13 | 12 | 44 | 45 | 39   |
| 1967/68 | 1    | Лига 1            | 4     | 38 | 17 | 9  | 12 | 49 | 46 | 43   |
| 1968/69 | 1    | Лига 1            | 7     | 34 | 12 | 9  | 13 | 51 | 48 | 33   |
| 1969/70 | 1    | Лига 1            | 2     | 34 | 18 | 9  | 7  | 75 | 41 | 45   |
| 1970/71 | 1    | Лига 1            | 1     | 38 | 23 | 9  | 6  | 94 | 48 | 55   |
| 1971/72 | 1    | Лига 1            | 1     | 38 | 24 | 8  | 6  | 78 | 37 | 56   |
| 1972/73 | 1    | Лига 1            | 3     | 38 | 19 | 10 | 9  | 64 | 37 | 48   |
| 1973/74 | 1    | Лига 1            | 12    | 38 | 13 | 9  | 16 | 58 | 62 | 43   |
| 1974/75 | 1    | Лига 1            | 2     | 38 | 18 | 9  | 11 | 65 | 45 | 49   |
| 1975/76 | 1    | Лига 1            | 9     | 38 | 20 | 1  | 17 | 60 | 60 | 42   |
| 1976/77 | 1    | Лига 1            | 12    | 38 | 14 | 8  | 16 | 48 | 63 | 36   |
| 1977/78 | 1    | Лига 1            | 4     | 38 | 20 | 7  | 11 | 70 | 41 | 47   |
| 1978/79 | 1    | Лига 1            | 12    | 38 | 12 | 13 | 13 | 50 | 55 | 37   |
| 1979/80 | 1    | Лига 1            | 19    | 38 | 9  | 6  | 23 | 45 | 78 | 24   |
| 1980/81 | 2    | Лига 2 (группа A) | 6     | 34 | 16 | 7  | 11 | 40 | 33 | 39   |
| 1981/82 | 2    | Лига 2 (группа A) | 3     | 34 | 14 | 15 | 5  | 48 | 33 | 43   |
| 1982/83 | 2    | Лига 2 (группа B) | 4     | 34 | 16 | 9  | 9  | 38 | 24 | 41   |
| 1983/84 | 2    | Лига 2 (группа A) | 1     | 36 | 22 | 12 | 2  | 92 | 32 | 56   |
| 1984/85 | 1    | Лига 1            | 17    | 38 | 13 | 5  | 20 | 51 | 67 | 31   |
| 1985/86 | 1    | Лига 1            | 12    | 38 | 11 | 12 | 15 | 43 | 39 | 34   |
| 1986/87 | 1    | Лига 1            | 2     | 38 | 18 | 13 | 7  | 52 | 33 | 49   |
| 1987/88 | 1    | Лига 1            | 6     | 38 | 18 | 5  | 15 | 49 | 43 | 41   |
| 1988/89 | 1    | Лига 1            | 1     | 38 | 20 | 13 | 5  | 56 | 35 | 73   |
| 1989/90 | 1    | Лига 1            | 1     | 38 | 22 | 9  | 7  | 75 | 34 | 53   |
| 1990/91 | 1    | Лига 1            | 1     | 38 | 22 | 11 | 5  | 67 | 28 | 55   |
| 1991/92 | 1    | Лига 1            | 1     | 38 | 23 | 12 | 3  | 67 | 21 | 58   |
| 1992/93 | 1    | Лига 1            | 1     | 38 | 22 | 10 | 6  | 71 | 36 | 53   |
| 1993/94 | 1    | Лига 1            | 2     | 38 | 19 | 13 | 6  | 56 | 33 | 51   |
| 1994/95 | 2    | Лига 2            | 1     | 42 | 25 | 9  | 8  | 72 | 34 | 84   |
| 1995/96 | 2    | Лига 2            | 2     | 42 | 23 | 11 | 8  | 69 | 35 | 80   |
| 1996/97 | 1    | Лига 1            | 11    | 38 | 12 | 13 | 13 | 43 | 48 | 49   |
| 1997/98 | 1    | Лига 1            | 4     | 34 | 16 | 9  | 9  | 47 | 27 | 57   |
| 1998/99 | 1    | Лига 1            | 2     | 34 | 21 | 8  | 5  | 56 | 28 | 71   |
| 1999/00 | 1    | Лига 1            | 15    | 34 | 9  | 15 | 10 | 45 | 45 | 42   |
| 2000/01 | 1    | Лига 1            | 15    | 34 | 11 | 7  | 16 | 31 | 40 | 40   |
| 2001/02 | 1    | Лига 1            | 9     | 34 | 11 | 11 | 12 | 34 | 39 | 44   |
| 2002/03 | 1    | Лига 1            | 3     | 38 | 19 | 8  | 11 | 41 | 36 | 65   |
| 2003/04 | 1    | Лига 1            | 7     | 38 | 17 | 6  | 15 | 51 | 45 | 57   |
| 2004/05 | 1    | Лига 1            | 5     | 38 | 15 | 10 | 13 | 47 | 42 | 55   |
| 2005/06 | 1    | Лига 1            | 5     | 38 | 16 | 12 | 10 | 44 | 35 | 60   |
| 2006/07 | 1    | Лига 1            | 2     | 38 | 19 | 7  | 12 | 53 | 38 | 64   |
| 2007/08 | 1    | Лига 1            | 3     | 38 | 17 | 11 | 10 | 58 | 45 | 62   |
| 2008/09 | 1    | Лига 1            | 2     | 38 | 22 | 11 | 5  | 67 | 35 | 77   |
| 2009/10 | 1    | Лига 1            | 1     | 38 | 23 | 9  | 6  | 69 | 36 | 78   |
| 2010/11 | 1    | Лига 1            | 2     | 38 | 18 | 14 | 6  | 62 | 39 | 68   |
| 2011/12 | 1    | Лига 1            | 10    | 38 | 12 | 12 | 14 | 45 | 41 | 48   |
| 2012/13 | 1    | Лига 1            | 2     | 38 | 21 | 8  | 9  | 42 | 36 | 71   |
| 2013/14 | 1    | Лига 1            | 6     | 38 | 16 | 12 | 10 | 53 | 40 | 60   |
| 2014/15 | 1    | Лига 1            | 4     | 38 | 21 | 6  | 11 | 76 | 42 | 69   |
| 2015/16 | 1    | Лига 1            | 13    | 38 | 10 | 18 | 10 | 48 | 42 | 48   |
| 2016/17 | 1    | Лига 1            | 5     | 38 | 17 | 11 | 10 | 57 | 41 | 62   |
| 2017/18 | 1    | Лига 1            | 4     | 38 | 22 | 11 | 5  | 80 | 47 | 77   |
| 2018/19 | 1    | Лига 1            | 5     | 38 | 18 | 7  | 13 | 60 | 52 | 61   |
| 2019/20 | 1    | Лига 1            | 2     | 28 | 16 | 8  | 4  | 41 | 29 | 56   |
| 2020/21 | 1    | Лига 1            | 5     | 38 | 16 | 12 | 10 | 54 | 47 | 60   |
| 2021/22 | 1    | Лига 1            | 2     | 38 | 21 | 8  | 9  | 63 | 38 | 71   |
| 2022/23 | 1    | Лига 1            | 3     | 38 | 22 | 7  | 9  | 68 | 29 | 73   |
| 2023/24 | 1    | Лига 1            | 8     | 34 | 13 | 11 | 10 | 52 | 41 | 50   |
| 2024/25 | 1    | Лига 1            | 2     | 34 | 20 | 5  | 9  | 74 | 47 | 65   |

## Состав
| 1  | Аргентина                        | Вр  | Херонимо Рульи             | 1992 |  |  |  |  |  |
| 12 | Нидерланды                       | Вр  | Джеффри Де Ланге           | 1998 |  |  |  |  |  |
| 36 | Испания                          | Вр  | Рубен Бланко               | 1995 |  |  |  |  |  |
|    |                                  |     |                            |      |  |  |  |  |  |
| 3  | Франция                          | Защ | Кентен Мерлен              | 2002 |  |  |  |  |  |
| 4  | Италия                           | Защ | Луис Фелипе                | 1997 |  |  |  |  |  |
| 5  | Аргентина                        | Защ | Леонардо Балерди (капитан) | 1999 |  |  |  |  |  |
| 6  | Швейцария                        | Защ | Улиссес Гарсия             | 1996 |  |  |  |  |  |
| 13 | Канада                           | Защ | Дерек Корнильюс            | 1997 |  |  |  |  |  |
| 29 | Испания                          | Защ | Поль Лирола                | 1997 |  |  |  |  |  |
| 62 | Панама                           | Защ | Майкл Мурильо              | 1996 |  |  |  |  |  |
| 77 | Босния и Герцеговина             | Защ | Амар Дедич                 | 2002 |  |  |  |  |  |
| 99 | Демократическая Республика Конго | Защ | Шансель Мбемба             | 1994 |  |  |  |  |  |
|    |                                  |     |                            |      |  |  |  |  |  |
| 11 | Марокко                          | ПЗ  | Амин Арит                  | 1997 |  |  |  |  |  |
| 19 | Центральноафриканская Республика | ПЗ  | Жоффре Кондогбья           | 1993 |  |  |  |  |  |

| 21 | Франция  | ПЗ  | Валантен Ронжье                                | 1994 |  |  |  |  |  |
| 22 | Алжир    | ПЗ  | Исмаэль Беннасер (в аренде из «Милана»)        | 1997 |  |  |  |  |  |
| 23 | Дания    | ПЗ  | Пьер-Эмиль Хёйбьерг (в аренде из «Тоттенхэма») | 1995 |  |  |  |  |  |
| 25 | Франция  | ПЗ  | Адриен Рабьо                                   | 1995 |  |  |  |  |  |
| 26 | Марокко  | ПЗ  | Билал Надир                                    | 2003 |  |  |  |  |  |
| 50 | Франция  | ПЗ  | Дэррил Бакола                                  | 2007 |  |  |  |  |  |
|    |          |     |                                                |      |  |  |  |  |  |
| 8  | Франция  | Нап | Нил Мопе (в аренде из «Эвертона»)              | 1996 |  |  |  |  |  |
| 9  | Алжир    | Нап | Амин Гуири                                     | 2000 |  |  |  |  |  |
| 10 | Англия   | Нап | Мейсон Гринвуд                                 | 2001 |  |  |  |  |  |
| 14 | Камерун  | Нап | Фарис Мумбанья                                 | 2000 |  |  |  |  |  |
| 17 | Англия   | Нап | Джонатан Роу (в аренде из «Норвича»)           | 2003 |  |  |  |  |  |
| 34 | Франция  | Нап | Робиньо Ваз                                    | 2007 |  |  |  |  |  |
| 44 | Бразилия | Нап | Луис Энрике                                    | 2001 |  |  |  |  |  |

## Личные достижения игроков «Марселя»

### Обладатели «Золотого мяча»
Следующие футболисты получили «Золотой мяч», выступая за «Марсель»:
- Жан-Пьер Папен — 1991

### Обладатели «Золотой бутсы»
Следующие футболисты получили «Золотую бутсу», выступая за «Марсель»:
- Йосип Скоблар — 1971 (44 гола)

### ФИФА 100
Следующие футболисты игравшие за «Марсель» числятся в списке ФИФА 100:

| - Марсель Десайи - Дидье Дешам - Робер Пирес | - Мариус Трезор - Джордж Веа - Абеди Пеле | - Жан-Пьер Папен - Энцо Франческоли - Эрик Кантона |

### Чемпионы мира
Следующие футболисты становились чемпионами мира, являясь игроками «Марселя»:
- Лоран Блан — 1998
- Кристоф Дюгарри — 1998
- Адиль Рами — 2018
- Флорьян Товен — 2018
- Стив Манданда — 2018

### Чемпионы Европы
Следующие футболисты становились чемпионами Европы, являясь игроками «Марселя»:
- Робер Пирес — 2000

### Футболист года во Франции
Следующие футболисты «Марселя» становились футболистами года во Франции:
- Ален Жиресс — 1987
- Жан-Пьер Папен — 1989, 1991
- Франк Рибери — 2007

## Тренеры клуба
- 1923—1924,  Петер Фарме
- 1925—1929,  Виктор Гибсон
- 1929—1932,  Гиллес Тангю
- 1932—1933,  Чарли Белл
- 1933—1935,  Винсент Диттрих
- 1935—1938,  Йожеф Эйсенхоффер
- 1938,  Вильмос Кохут
- 1938,  Анри Кончи
- 1938—1941,  Йожеф Эйсенхоффер
- 1941—1942,  Андре Жаскар
- 1942,  Пол Ситц
- 1942—1943,  Андре Блан
- 1943,  Йозеф Гонсалез
- 1943—1944,  Лаурен Анрик
- 1944,  Йозеф Гонсалез
- 1944—1946,  Пол Уартел
- 1946—1947,  Жуль Деувакез
- 1948—1949,  Джузеппе Дзилицци
- 1949—1950,  Аугуст Йордан
- 1950—1954,  Анри Россел
- 1954—1956,  Рожер Рольён
- 1956—1958,  Жан Робин
- 1958,  Джузеппе Дзилицци
- 1958—1959,  Луис Маури
- 1959—1962,  Люсьен Трупель
- 1962,  Отто Глория
- 1962,  Арман Пенверн
- 1962—1963,  Луис Миро
- 1963—1964,  Жан Робин
- 1964—1966,  Марио Зателли
- 1966—1967,  Робер Домерже
- 1968,  Жан Джоркаефф
- 1968—1970,  Марио Зателли
- 1971—1972,  Люсьен Ледюк
- 1972,  Марио Зателли
- 1972—1973,  Курт Линдер
- 1973,  Марио Зателли
- 1973,  Йозеф Бонел
- 1973—1974,  Фернандо Риера
- 1974—1976,   Жуль Звунка
- 1976—1977,  Хосе Аррибас
- 1977,   Жуль Звунка
- 1977—1978,  Иван Маркович
- 1978—1980,  Жуль Звунка
- 1980,  Жан Робин
- 1980—1981,  Альберт Баттэ
- 1981—1984,  Ролан Грансарт
- 1984—1985,  Пиер Саузак
- 1984—1985,  Жарко Оларевич
- 1986—1988,  Жерар Банди
- 1988—1990,  Жерар Жили
- 1990,  Франц Беккенбауэр
- 1991,  Раймон Гуталс
- 1991,  Томислав Ивич
- 1991—1992,  Раймон Гуталс
- 1992,  Жан Фернандес
- 1992—1993,  Раймон Гуталс
- 1993—1994,  Марк Бурие
- 1994,  Жерар Жили
- 1994—1995,  Анри Стамбули
- 1995—1997,  Жерар Жили
- 1997—1999,  Роллан Курбис
- 2000,  Бернар Казони
- 2000,  Абел Брага
- 2000,  Альбер Эмон / Кристоф Жальтье
- 2000—2001,  Хавьер Клементе
- 2001,  Томислав Ивич
- 2001,  Жосе Анижо
- 2000,  Марк Леви / Йосип Скоблар
- 2001,  Томислав Ивич
- 2001—2002,  Альбер Эмон
- 2002—2004,  Ален Перрен
- 2004,  Жосе Анижо
- 2004—2005,  Филипп Труссье
- 2005—2006,  Жан Фернандес
- 2006—2007,  Альберт Эмон
- 2007—2009,  Эрик Геретс
- 2009—2012,  Дидье Дешам
- 2012—2014,  Эли Боп
- 2014,  Жозе Аниго
- 2014—2015,  Марсело Бьелса
- 2015,  Франк Пасси (и. о.)
- 2015—2016,  Мичел
- 2016,  Франк Пасси (и. о.)
- 2016—2019,  Руди Гарсия
- 2019—2021,  Андре Виллаш-Боаш
- 2021—2022,  Хорхе Сампаоли
- 2022—2023,  Игор Тудор
- 2023,  Марселино
- 2023—2024,  Дженнаро Гаттузо
- 2024—н. в.  Роберто Де Дзерби

## Форма

### Домашняя
| 1996/97 | 1997/98 | 1998/99 | 1999/00 | 2000/01 | 2001/02 | 2002/03 | 2003/04 | 2004/05 | 2005/06 | 2006/07 |
| 2007/08 | 2008/09 | 2009/10 | 2010/11 | 2011/12 | 2012/13 | 2013/14 | 2014/15 | 2015/16 | 2016/17 | 2017/18 |
| 2018/19 | 2019/20 | 2020/21 | 2021/22 | 2022/23 | 2023/24 | 2024/25 | 2025/26 |         |         |         |

### Гостевая
| 1996/97 | 1997/98 | 1998/99 | 1999/00 | 2000/01 | 2001/02 | 2002/03 | 2003/04 | 2004/05 | 2005/06 | 2006/07 |
| 2007/08 | 2008/09 | 2009/10 | 2010/11 | 2011/12 | 2012/13 | 2013/14 | 2014/15 | 2015/16 | 2016/17 | 2017/18 |
| 2018/19 | 2019/20 | 2020/21 | 2021/22 | 2022/23 | 2023/24 | 2024/25 | 2025/26 |         |         |         |

### Резервная
| 1997/98 | 1998/99 | 1999/00 | 2000/01 | 2001/03 | 2003/04 | 2004/05 | 2005/06 | 2006/07 | 2007/08 | 2008/09 |
| 2009/10 | 2010/11 | 2011/12 | 2012/13 | 2013/14 | 2014/15 | 2015/16 | 2016/17 | 2017/18 | 2018/19 | 2019/20 |
| 2020/21 | 2021/22 | 2022/23 | 2023/24 | 2024/25 | 2025/26 |         |         |         |         |         |

Источники:,